# Joani Tremblay
Joani Tremblay (nascida em 1984) é uma pintora que vive e trabalha em Montreal, Quebec. Tremblay expôs internacionalmente em locais como Harper's, Nova York e Los Angeles; Galeria Marie-Laure Fleisch, Bruxelas; The Pit, Glendale, CA; Projet Pangée, Montreal; 3331 Arts Chiyoda, Tóquio; e outros. Joani Tremblay investiga a percepção do lugar através da pintura a óleo. Tremblay pinta a partir de uma ideia construída de lugar, reunindo imagens de diversas fontes, incluindo anúncios, mídias sociais e pesquisas de campo. A artista utiliza técnicas de colagem digital e depois pinta a composição sobre tela, criando, em última análise, uma imagem que oscila entre a figuração e a abstração.

## Biografia
Tremblay recebeu seu bacharelado em artes visuais pela Université du Québec à Montréal em 2012 e um mestrado pela Concordia University em 2017. Tremblay foi o cofundadora e ex-codiretora da Projet Pangée, uma galeria dirigida por artistas em Montreal. As obras de Tremblay são apresentadas em várias coleções públicas, incluindo a RBC Art Collection, a Montreal City Art Collection e o Mint Museum.

## Residências e prêmios
- Artista residente do Programa Internacional de Estúdio e Curatorial, 2021, 2022[20][21]
- Conselho Canadense para as Artes: Explorar e Criar Pesquisa e Criação, beneficiária da bolsa, 2017, 2022[1]
- The New York Art Residency and Studios (NARS) Foundation, artista residente, 2020[22]
- Beneficiária da bolsa da Fundação Elizabeth Greenshields, 2018, 2020[23]
- selecionada do Concurso Canadense de Pintura RBC, 2017, 2018[24][25]
- Residência Eastside International (ESXLA), artista residente, 2018[26]
- Bolsista de pesquisa de mestrado, The Fonds de recherche du Québec — Société et culture, 2014-2016[27]
- Residência na 3331 Arts Chiyoda, Tóquio, artista residente, 2014[28]

## Publicações
- SORENSON, Oli. Edição The Afterlife's Painting ed.(Re)seeing Painting, Esse arts + opinions Magazine, Primavera/Verão, 2021.
- Campbell, James D., Revista Joani Tremblay Border Crossings, novembro de 2020.
- Revista ArtMaze, edição 20, 2020.
- Quirion, Jean-Michel. (In)temporalité au consulat Vie des arts, 2020.
- DELGADO, Jérôme. Ne rien produire, sinon des expos Le Devoir, 2020.
- Letarte, Marie-Anne, Joani Tremblay, revista L'Inconvénient, nº 78, 2019.
- Revista Maake, edição 9 com curadoria de Hein Koh, 2019.
- Hedstierna, Snovit. Matta formqråk i ansqråk, Cap&Design, Suécia, #2, 2017.